# Commedia di carattere

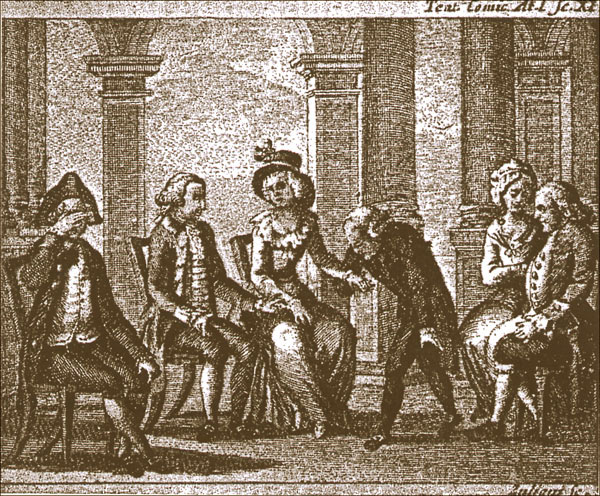
La bottega del caffè di Carlo Goldoni in un'acquaforte settecentesca.

Con il termine commedia di carattere ci si riferisce al drastico mutamento drammaturgico, operato da Carlo Goldoni, rispetto alla cosiddetta commedia dell'arte, in particolare all'abolizione dell'uso delle maschere e della recitazione a soggetto (o recitazione all'improvviso) che la caratterizzavano.
Dal Cinquecento fino alla metà del Settecento, infatti, i personaggi che interpretavano le commedie non avevano un loro "carattere", una personalità propria, ma si comportavano secondo schemi psicologici già precostituiti e immutabili, talmente stereotipati da poter essere individuati e "catalogati" addirittura con delle maschere. Ciò era ben noto al pubblico fin dall'inizio della rappresentazione e, prevedendo anche l'inevitabile lieto fine, l'interesse degli spettatori si concentrava sostanzialmente sulla narrazione della vicenda e sul suo intricato su un cavallo alato

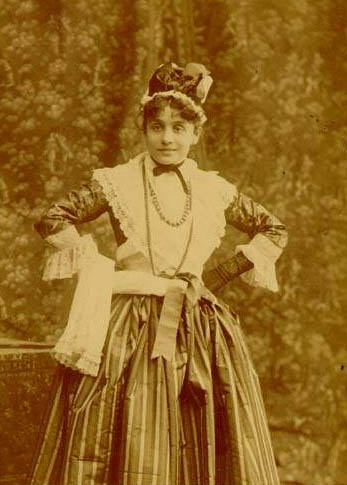
Eleonora Duse nei panni della Locandiera di Goldoni (1891).

La "riforma" goldoniana consistette nel ridare dignità letteraria al lavoro teatrale sostenendo la centralità all'autore che, con lui, divenne un vero e proprio commediografo e non più un marginale scrittore di soggetti o canovacci. Nelle sue opere cominciò a tratteggiare personaggi "veri", provvisti cioè di profili psicologici diversificati e di comportamenti in progressiva evoluzione nel corso dell'azione scenica. Per poterlo fare, tuttavia, divenne necessario scrivere per intero le partiture delle commedie da rappresentare e non limitarsi solo a delineare trame sintetiche, come si era usato fino allora, che invece lasciavano liberi gli attori (gli "artisti") di improvvisare a loro piacimento. In tal modo l'introduzione di personaggi con un proprio "carattere" individuale, mutabile e non già omologato, comportò due inevitabili conseguenze: da un lato l'inutilità delle "maschere", che non consentivano alcuna "indagine" psicologica, e dall'altro, con la scrittura completa delle parti, la rinuncia all'improvvisazione.
Allo stesso tempo, la commedia di carattere focalizzava l'attenzione dello spettatore sulle ragioni e sui sentimenti dei protagonisti, sulla loro "interiorità", anziché sull'"esteriorità" strabiliante degli eventi; per questo le trame goldoniane assunsero un andamento più lineare e assai meno complesso o ingarbugliato rispetto alle commedie del passato. Per questo i mondi immaginari, mitologici, magici e inverosimili della commedia dell'arte furono sostituiti dalla rappresentazione della vita quotidiana, di esperienze alla portata del pubblico, come in uno "specchio" scenico di facile comprensione per lo spettatore e in cui potesse identificarsi. Del resto lo stesso Goldoni, nella prefazione alla prima stampa delle sue commedie (1750), affermò che l'osservazione del mondo, della vita reale, stava alla base del suo teatro.
Da qui a rappresentare vizi e virtù delle diverse classi sociali (prima quella borghese e poi anche quella popolare) il passo fu breve. Il teatro di carattere goldoniano assunse in tal modo una valenza pedagogica, in perfetta sintonia con le idealità illuministe, costringendo il pubblico a mettersi in discussione e a confrontarsi con la realtà nei suoi svariati risvolti e mutamenti che ora venivano mostrati, e in un certo senso "accreditati", dal e sul palcoscenico.
Nonostante le resistenze incontrate, soprattutto da parte degli attori che vedevano ridotti in tal modo il loro ruolo e la loro importanza, Goldoni riuscì a imporre le sue vedute innovative grazie al successo di pubblico e, di conseguenza, al sostegno dei capocomici che allestivano e gestivano gli spettacoli e che a Venezia presero a contendersi i "commediografi" per tutta la seconda metà del Settecento. Tra le più importanti e storiche commedie di carattere goldoniane si ricordano La donna di garbo (1743), Il servitore di due padroni (1745), La vedova scaltra e La putta onorata (1748), I Rusteghi (1760).